# Ernest Claes
Andreas Ernestus Josephus (Ernest) Claes (Zichem, 24 oktober 1885 – Elsene, 2 september 1968) was een Belgische schrijver.
Hij is beroemd geworden door het boek De Witte, een streekroman over een belhamel in humoristische stijl. In Vlaanderen was hij een van de meest gelezen schrijvers. Enkele van zijn werken werden gepubliceerd onder het pseudoniem G. van Hasselt.

## Levensloop

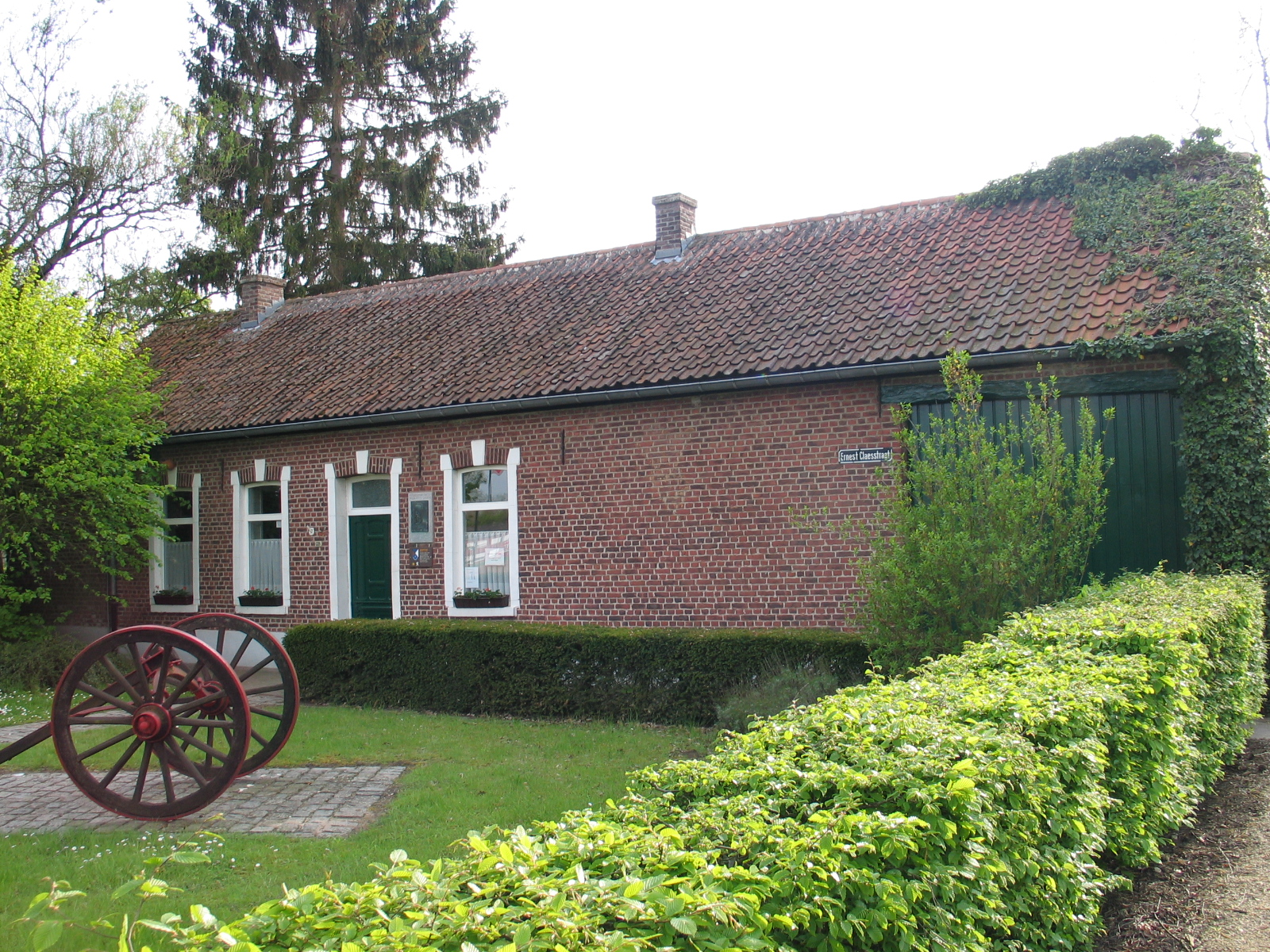
Het geboortehuis van Ernest Claes

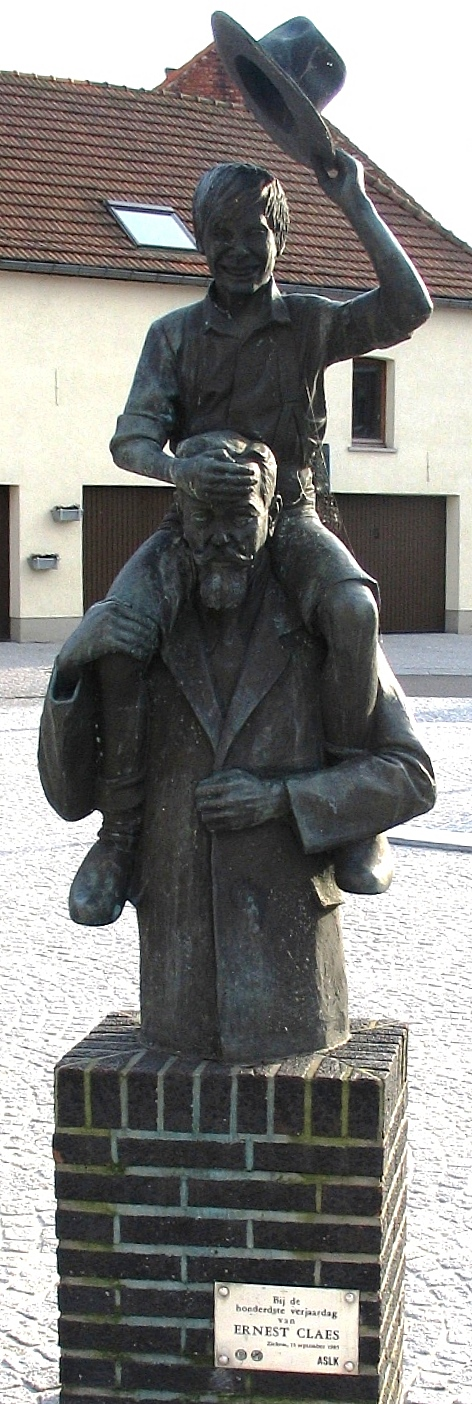
Ernest Claes met de Witte te Zichem

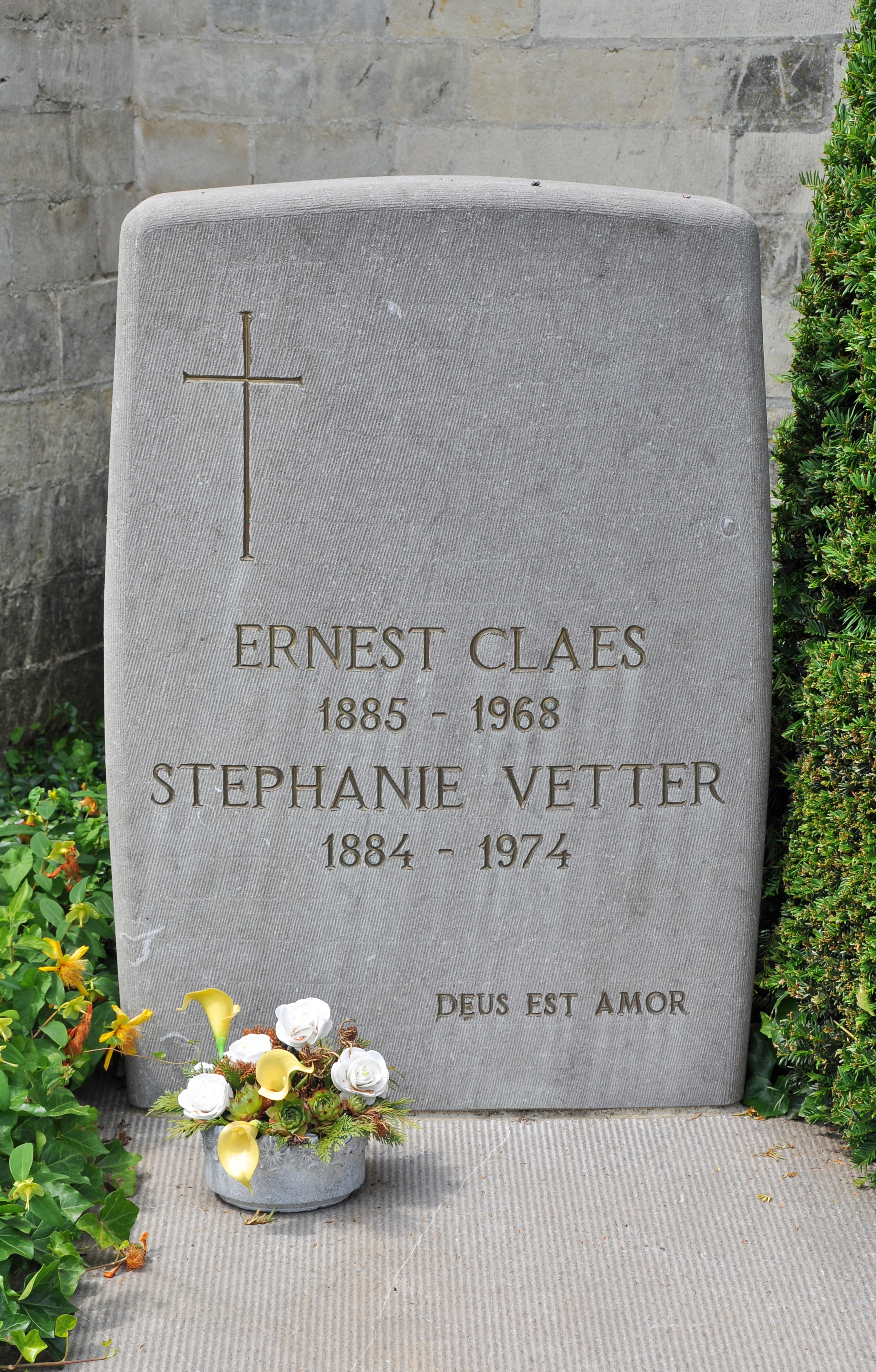
Het graf van Ernest Claes en Stephanie Vetter op het kerkhof van de abdij van Averbode

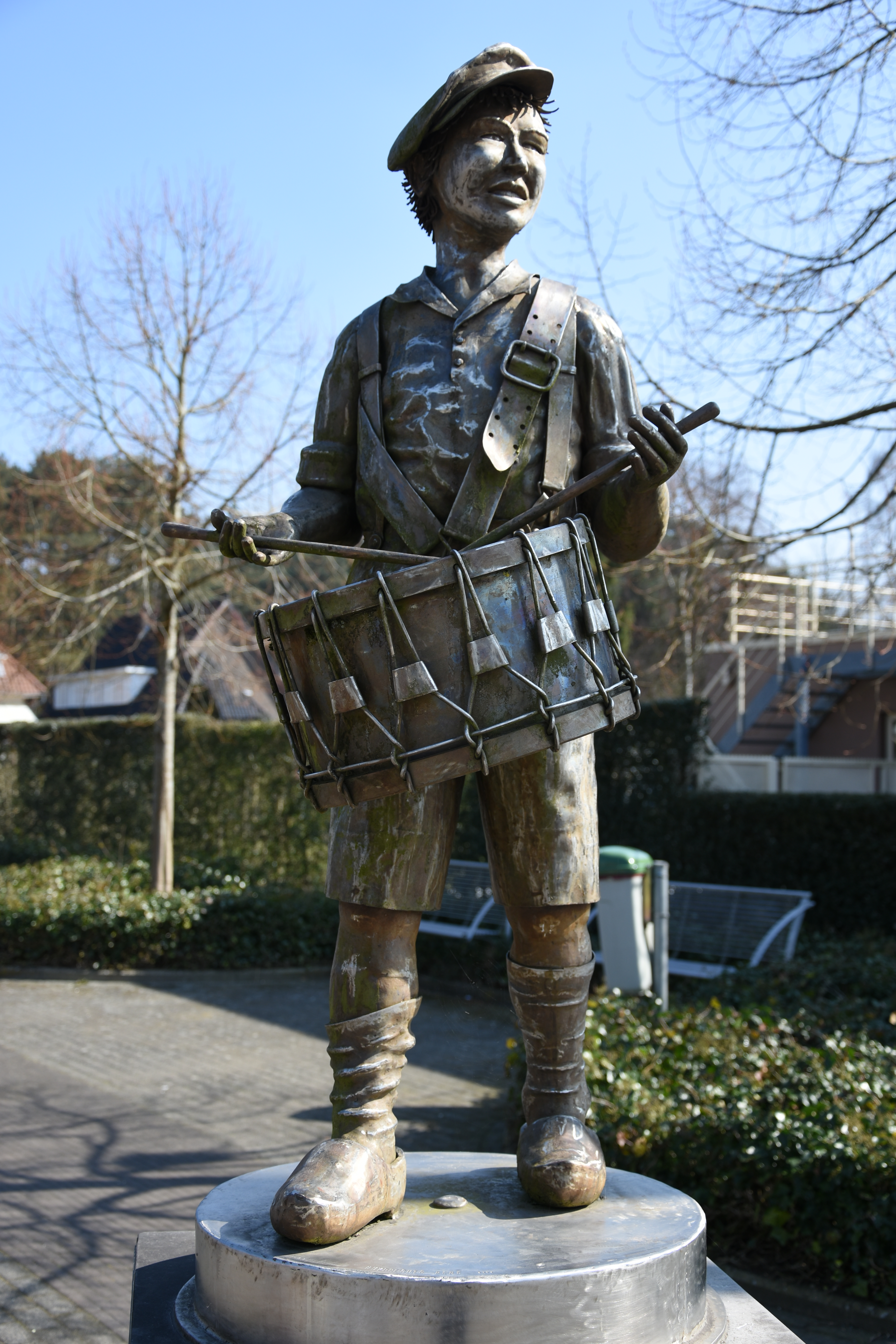
De Kleine Tamboer van Rene Huybrechts - Ernest Claes als tamboer van de fanfare De Sint-Jansvrienden

Claes werd geboren in een landbouwersgezin met negen kinderen. Zijn moeder (Maria Theresia Lemmens) en zijn vader (Petrus Josephus Claes) moesten hard werken en waren beiden afstammelingen van generaties van landbouwersfamilies te Zichem. Als kind zou hij soms lui, koppig en ongehoorzaam zijn. Op school, tijdens strafstudie, las hij in De Leeuw van Vlaanderen, een werk van Hendrik Conscience.
Na zijn plechtige communie werkte hij in de drukkerij van de Abdij van Averbode. Vanaf 1898 tot 1905 studeerde hij aan 'Le Collège patronné d'Herentals', een door de staat gecontroleerde katholieke school. Claes was een goed scholier. Vanaf 1906 studeerde hij "Philologie Germanique" aan de Katholieke Universiteit Leuven.
In 1913 werd hij vertaler en vanaf 1933 directeur van het Beknopt Verslag van het Belgisch Parlement.

### Flamingant
Als scholier woonde hij geregeld vergaderingen van Vlaamse studentenbonden bij. Hij kreeg geregeld straffen voor zijn flamingantisme of voor het zingen van de Vlaamse Leeuw. Ook op de universiteit en tijdens zijn legerdienst ondervond hij moeilijkheden, en riskeerde te worden weggestuurd. Hij was tijdens zijn studentenjaren lid van het Katholiek Vlaams Hoogstudentenverbond Leuven (KVHV). Claes werd hoofdredacteur van Ons Leven, en voorzitter van het Algemeen Katholiek Vlaams Studentenverbond. In 1923 stond hij mee aan de wieg van de Vlaamse Club voor kunst, wetenschap en letteren in Brussel.

### Wereldoorlogen
Ernest Claes werd gemobiliseerd tijdens de Eerste Wereldoorlog. Tijdens de slag om Namen werd hij op 24 augustus 1914 zwaargewond en krijgsgevangen genomen door het 71° Erfurter Infanterie Regiment. Later, na zijn gevangenschap in de gevangenis van Namen, werd hij naar (Erfurt) Duitsland weggevoerd. In 1915 werd hij vrijgelaten en hij bereikte via Zwitserland Frankrijk, waar hij korte tijd tolk was bij het Britse leger. Later kreeg hij een opdracht bij de administratieve diensten van de Belgische regering in Le Havre. In 1916 werd hij wegens permanente invaliditeit definitief uit het leger ontslagen, maar bleef hij in dienst als ambtenaar. Hij was in die tijd ook correspondent voor kranten en tijdschriften. Na de oorlog hernam hij zijn functie als ambtenaar van de ondersteunende diensten in de Kamer van Volksvertegenwoordigers.
Vanaf 1934 was hij lid van de Koninklijke Vlaamse Academie voor Taal- en Letterkunde.
Claes was Vlaamsgezind en leunde aan bij de Frontpartij en later het VNV. Tijdens de Tweede Wereldoorlog schaarde hij zich achter de Volksbeweging onder leiding van het VNV, wat hem later zwaar aangerekend werd. In 1944 werd hij beschuldigd van collaboratie en voor drie maanden opgesloten in de gevangenis van Sint-Gillis. Voor de Krijgsraad en voor het Krijgshof werd hij telkens vrijgesproken. In 1950 kreeg hij in beroep voor de burgerrechtelijke rechtbank van Brussel ook zijn politieke en burgerrechten terug. In een brief van 9 maart 1948, gericht aan zijn vriend en toenmalig Kamervoorzitter Frans Van Cauwelaert, ontkende hij ooit lid te zijn geweest van het V.N.V. en hen altijd als een 'destructief element in de Vlaamse Beweging' te hebben beschouwd. Hij werkte herhaaldelijk onder een schuilnaam mee aan het Vlaamse naoorlogse tijdschrift Rommelpot, en publiceerde bij dezelfde uitgeverij een drietal boekjes, o.a. "De oude moeder".
Op 5 januari 1968 kreeg hij een zware hartaanval. Ernest Claes overleed acht maanden later op 82-jarige leeftijd. Hij werd begraven op het kerkhof van de Abdij van Averbode.

### Privéleven
In 1912 huwde hij met Stephanie Vetter, een Nederlandse schrijfster; zij kregen een zoon, Erik Claes.

## Werk
Internationaal werd Ernest Claes bekend door zijn heimatromans. Zijn verhalen zijn gebaseerd op jeugd- en oorlogservaringen en gebeurtenissen in zijn geboortestreek, maar hij schreef ook psychologisch werk. Vooral De Witte uit 1920 werd immens populair. Dit boek werd tweemaal verfilmd; in 1934 door Jan Vanderheyden onder de titel De Witte. Dit was de eerste Vlaamse langspeelfilm met geluid. In 1980 volgde een remake door Robbe De Hert onder de titel De Witte van Sichem. In 1992 bewerkte componist Willy Van Couwenberghe De Witte tot musical. Claes' boeken werden in verschillende talen vertaald, en een aantal boeken werd tot de televisieserie Wij, Heren van Zichem bewerkt, een populaire televisiereeks bij de VRT die meermaals werd heruitgezonden.

## Eerbewijzen
Ernest Claes kreeg verschillende prijzen, onder andere:
- Prijs van de provincie Brabant (1936)
- Staatsprijs (1942)
- Prijs der Vlaamse Provincies (1958)
- Ere-burgerschap van Averbode en Zichem
- In Zichem, op het marktplein, staat een beeld van Ernest Claes met op zijn schouders "De Witte van Zichem" naar aanleiding van de honderdste druk van "De Witte" in 1964. Het beeld is van de hand van Albert Poels.
- In 2006 kreeg Ernest Claes een monument in Averbode: een beeld van een jonge Ernest als tamboer, vervaardigd door beeldhouwer René Huybrechts.
- Straten vernoemd naar Ernest Claes
- standbeelden

### Omnibussen
- Claes Omnibus Een: Floere het fluwijn; Jeugd; De heiligen van Zichem; Clementine; De oude klok (Brussel, 1967, 3e dr.)
- Claes Omnibus Twee: Wannes Raps; Pastoor Campens Zaliger; Black; De Fanfare van de St.-Jansvrienden; De nieuwe ambtenaar; Het leven en de dood van Victalis van Gille; Bei uns in Deutschland (Antwerpen / Brussel, 1964)
- Claes Omnibus Drie: Jeroom en Benzamien; Kiki; Ik en de Witte; Ik was student (Utrecht / Antwerpen, 1966)
- Claes Omnibus Vier: De oude moeder; Het was lente; De moeder en de drie soldaten; Voor de open poort; Leuven, O dagen, schone dagen (Amsterdam / Antwerpen, 1974)
- Claes Omnibus Vijf: Patoor Munte; Onze smid; Stegger; Wannesome; De mambers van 't Konsèl; Daske; Mijnheer Albert; Daar is een mens verdronken (Brussel, 1975)
- Kleine Ernest Claes Omnibus: De klanten van Pastoor Campens Zaliger; Daske; Schone herinneringen (Brussel, 1967)
- Ernest Claes Omnibus: De Witte; Floere het fluwijn; Jeugd; de heiligen van Zichem; Clementine; De oude klok (Den Haag, Nederlandse Boeken Club, z.j.)
- Ernest Claes Omnibus vijf-in één: De Witte; Floere het fluwijn; Jeugd; De heiligen van Zichem; Clementine (Wereldbibliotheek, 1980, 3e dr.)